# Интериорен архитект
Интериорен архитект (пространствен дизайнер) според дефиницията на IFI е човек, квалифициран чрез образование, опит и признати умения, който:
- идентифицира, проучва и творчески решава проблемите, свързани с функцията и качеството на интериорната среда;
- извършва услуги, отнасящи се до интериорните пространства и включващи програмиране, проектен анализ, пространствено планиране, естетика и контрол върху работата на обекта, използвайки специализираните си познания по конструкция на интериора, строителни системи и компоненти, строителни разпоредби, оборудване, материали и обзавеждане;
- подготвя чертежи и документи, отнасящи се до проекта на интериорното пространство, за да подобри качеството на живот и защити здравето, безопасността и благополучието на обществото.“
(Дефиницията е приета от Генералната Асамблея на IFI на 25 май 1983 г.)